# Химнасия и Эсгрима (футбольный клуб, Хухуй)
«Химна́сия и Эсгри́ма» (Хуху́й) (исп. Club Atlético Gimnasia y Esgrima de Jujuy, полное название Клуб Атлетико «Химнасия и Эсгрима де Хухуй») — аргентинский футбольный клуб из города Сан-Сальвадор-де-Хухуй на северо-западе страны, административного центра провинции Хухуй.

## История
Клуб Атлетико «Химнасия и Эсгрима» (то есть, Атлетический клуб «Гимнастика и Фехтование») был основан 18 марта 1931 года. Это самый сильный клуб на северо-западе страны.
«Химнасия» 17 сезонов провела в высшем дивизионе чемпионата Аргентины. Впервые приняла участие в элите в турнире Насьональ 1967 года, а в 1970-е годы участвовала там практически без перерывов. После вылета в 1982 году более десятилетия отсутствовала в Примере, а со второй половины 1990-х вновь стала появляться в элите. Так, с сезона 2005/2006 по сезон 2008/2009 «Химнасия» неизменно была участницей Примеры, однако по итогам последнего сезона вылетела в Примеру B Насьональ.
Лучший результат в истории клуб показывал трижды, занимая 4-е место в Примере. Это случалось в чемпионатах Насьональ 1975, Клаусура 1998, Клаусура 2006.

## Достижения
- Чемпионы Второго дивизиона Аргентины (2): 1993/94, 2004/2005 (Клаусура)